# Tir als Jocs Olímpics d'Estiu del 2000
Als Jocs Olímpics d'Estiu del 2000 celebrats a la ciutat de Sydney (Austràlia) es disputaren disset proves de tir olímpic, deu en categoria masculina i set en categoria femenina. Les proves es disputaren entre els dies 16 i 23 de setembre del 2000 al Sydney International Shooting Centre de la ciutat de Liverpool.
En aquesta edició s'incorporaren dues noves proves (skeet i fossa olímpica) en categoria femenina. Hi participaren un total de 408 tiradors, entre ells 262 homes i 146 dones, de 103 comitès nacionals diferents.

## Resum de medalles

### Categoria masculina
| Prova                                     | Or                | Argent            | Bronze            |
| Pistola d'aire 10 metres Detalls          | Franck Dumoulin   | Wang Yifu         | Igor Basinski     |
| Pistola ràpida 25 metres Detalls          | Sergei Alifirenko | Michel Ansermet   | Iulian Raicea     |
| Pistola lliure 50 metres Detalls          | Tanyu Kiryakov    | Igor Basinski     | Martin Tenk       |
| Rifle en posició estesa 50 metres Detalls | Jonas Edman       | Torben Grimmel    | Sergei Martynov   |
| Rifle en 3 posicions 50 metres Detalls    | Rajmond Debevec   | Juha Hirvi        | Harald Stenvaag   |
| Carabina d'aire 10 metres Detalls         | Cai Yalin         | Artem Khadjibekov | Yevgeni Aleinikov |
| Blanc mòbil 10 metres Detalls             | Yang Ling         | Oleg Moldovan     | Niu Zhiyuan       |
| Fossa Olímpica Detalls                    | Michael Diamond   | Ian Peel          | Giovanni Pellielo |
| Doble Fossa Olímpica Detalls              | Richard Faulds    | Russell Mark      | Fehaid Al Deehani |
| Skeet Detalls                             | Mykola Milchev    | Petr Malek        | James Graves      |

### Categoria femenina
| Prova                                  | Or                      | Argent            | Bronze              |
| Pistola d'aire 10 metres Detalls       | Tao Luna                | Jasna Šekarić     | Annemarie Forder    |
| Pistola ràpida 25 metres Detalls       | Maria Grozdeva          | Tao Luna          | Lalita Yauhleuskaya |
| Carabina d'aire 10 metres Detalls      | Nancy Johnson           | Kang Cho-hyun     | Gao Jing            |
| Rifle en 3 posicions 50 metres Detalls | Renata Mauer            | Tatiana Goldobina | Maria Feklistova    |
| Fossa Olímpica Detalls                 | Daina Gudzinevičiūtė    | Delphine Racinet  | Gao E               |
| Doble Fossa Olímpica Detalls           | Pia Hansen              | Deborah Gelisio   | Kim Rhode           |
| Skeet Detalls                          | Zemfira Meftakhetdinova | Svetlana Demina   | Diána Igaly         |

## Medaller

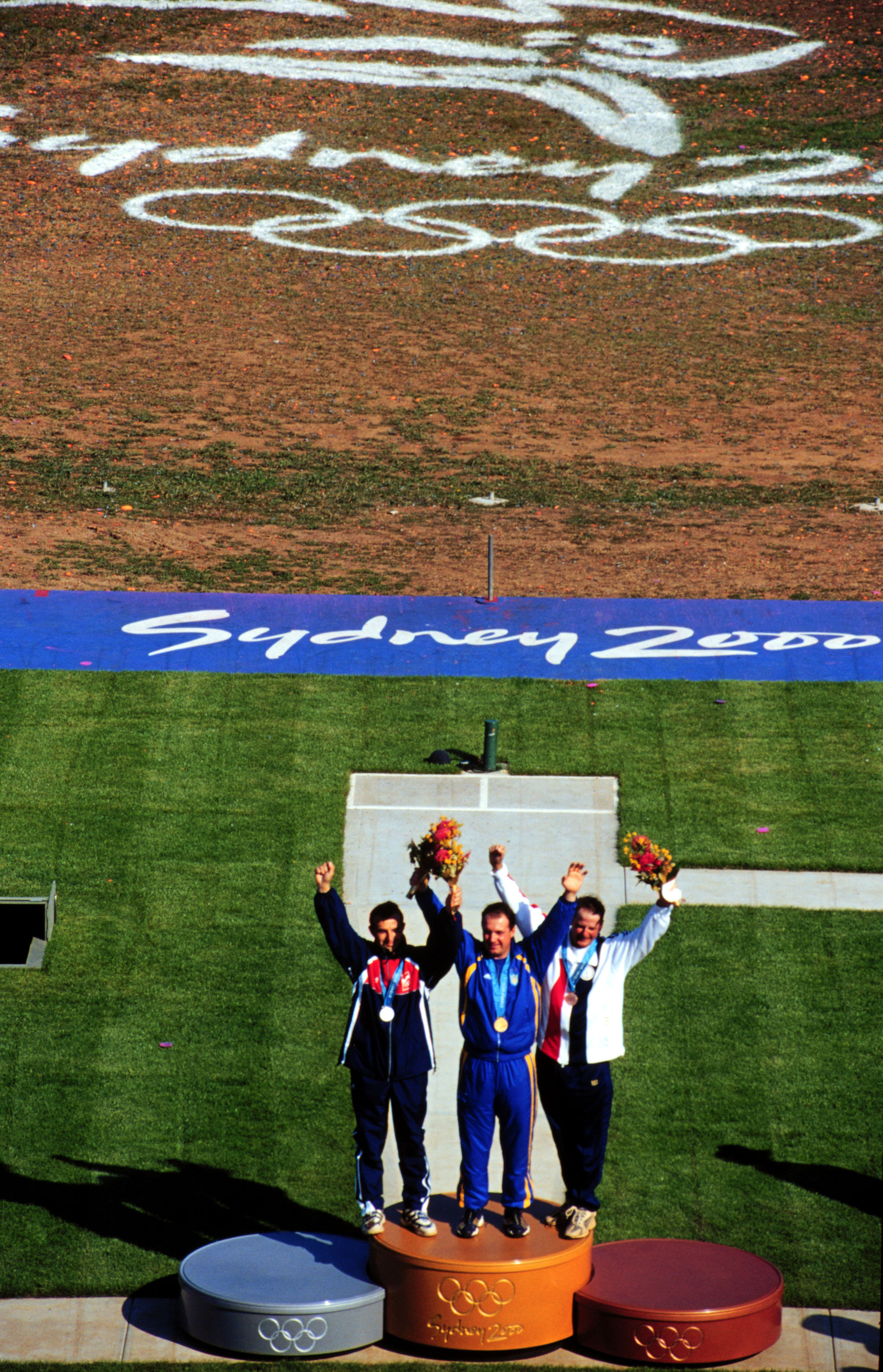
Skeet masculí: Mykola Milchev (centre), Petr Malek (esquerra) i James Graves (dreta).

| Posició | País            | Or | Argent | Bronze | Total |
| 1       | R.P. de la Xina | 3  | 2      | 3      | 8     |
| 2       | Bulgària        | 2  | 0      | 0      | 2     |
| 2       | Suècia          | 2  | 0      | 0      | 2     |
| 4       | Rússia          | 1  | 3      | 2      | 6     |
| 5       | Austràlia       | 1  | 1      | 1      | 3     |
| 6       | França          | 1  | 1      | 0      | 2     |
| 6       | Regne Unit      | 1  | 1      | 0      | 2     |
| 8       | Estats Units    | 1  | 0      | 2      | 3     |
| 9       | Azerbaidjan     | 1  | 0      | 0      | 1     |
| 9       | Eslovènia       | 1  | 0      | 0      | 1     |
| 9       | Lituània        | 1  | 0      | 0      | 1     |
| 9       | Polònia         | 1  | 0      | 0      | 1     |
| 9       | Ucraïna         | 1  | 0      | 0      | 1     |
| 14      | Belarús         | 0  | 1      | 3      | 4     |
| 15      | Itàlia          | 0  | 1      | 1      | 2     |
| 15      | Txèquia         | 0  | 1      | 1      | 2     |
| 17      | Corea del Sud   | 0  | 1      | 0      | 1     |
| 17      | Dinamarca       | 0  | 1      | 0      | 1     |
| 17      | Finlàndia       | 0  | 1      | 0      | 1     |
| 17      | RF Iugoslàvia   | 0  | 1      | 0      | 1     |
| 17      | Moldàvia        | 0  | 1      | 0      | 1     |
| 17      | Suïssa          | 0  | 1      | 0      | 1     |
| 23      | Hongria         | 0  | 0      | 1      | 1     |
| 23      | Noruega         | 0  | 0      | 1      | 1     |
| 23      | Kuwait          | 0  | 0      | 1      | 1     |
| 23      | Romania         | 0  | 0      | 1      | 1     |